# Hemichromis bimaculatus
O peixe jóia (Hemichromis bimaculatus) é um ciclídeo africano nativo da Guiné até a Libéria, que mede 15cm. Sua coloração é variada, possuindo vários pontos e áreas reflexivas com cor neon. Essas cores ficam mais vivas no escuro e em caso de excitação.
Sua reprodução em cativeiro é fácil, e é muito resistente a mudanças bruscas na água seu ph vai de 7.6 até 8.5 KH 9 a 10 e GH 10.
Na época de reprodução, tanto o macho (mais pintado) quanto a fêmea ficam com tons avermelhados. É um peixe agressivo com outras espécies e defende seus ovos e crias até de humanos.